# حبحب
حبحب  یک منطقهٔ مسکونی در امارات متحده عربی است که در فجیره واقع شده‌است.

## خصوصیات
حبحب   ۵۵۵ متر بالاتر از سطح دریا واقع شده‌است.